# Lennart Bunke
Sten Lennart "Ledde" Bunke, född Andersson 3 april 1912 i Höganäs, Sverige, död 17 augusti 1988 i Spanien, var en svensk landslagsspelare i fotboll (anfallare) som blev svensk mästare med Hälsingborgs IF säsongerna 1932/33 och 1933/34. 
Bunke spelade under åren 1933–37 sammanlagt 11 landskamper på vilka han gjorde 8 mål. Trots stor delaktighet i två lyckade VM-kval där Sverige tog sig till VM fick han aldrig spela något VM-slutspel. Närmast kom han som reserv på hemmaplan i den svenska truppen till VM 1934.
Bunke var bror till tillika landslagsmannen i fotboll, Torsten Bunke.

## Fotbollskarriär
Bunke lärde sig spela fotboll i Höganäs BK, och tillsammans med brodern Torsten hamnade han år 1932 i Hälsingborgs IF. Här blev det genast succé då bröderna redan den första säsongen, 1932/33, var med om klubbens tredje allsvenska serieseger i historien. I juni 1933 debuterade Bunke-bröderna för landslaget (i samma match) då de båda gjorde varsitt mål i 6–2-segern över Estland i kvalet till VM 1934. Samma år spelade Lennart Bunke ytterligare fyra landskamper, gjorde tre mål och var delaktig i Sveriges avancemang till landets första VM-slutspel. När VM-truppen togs ut var han dock endast reserv på hemmaplan.
Inför den avslutande matchen av Allsvenskan 1933/34, mot IS Halmia hemma på Olympia, flögs Bunke hem till Sverige då ett eventuellt nytt SM-guld kunde bärgas. Resultaten gick lagets väg då Gefle IF sensationellt besegrade IFK Göteborg samtidigt som HIF betvingade Halmia med 2–0 och guldet hamnade därför åter i Skåne.
Efter Hälsingborgs degradering till division 2 sommaren 1935 bytte Bunke klubb till IFK Eskilstuna. I januari 1937 var han dock tillbaka i HIF för att hjälpa klubben tillbaka till Allsvenskan. Tillsammans med gamla HIF-spelare som Harry Lundahl, Nils Rosén och brodern Torsten samlade de, halvvägs in i seriespelet, ihop sig i något de själva kallade för "Landstormen" (eg. de äldre åldersklasserna i en värnpliktsarmé). Lundahl blev spelande tränare och målmedvetet och minutiöst benades problemen upp och taktiken för vårsäsongen lades. Till sist besegrades Halmstad i en avgörande match om seriesegern varpå sedan Degerfors IF slogs tillbaka i kvalspelet över två matcher som gav HIF en plats i Allsvenskan säsongen 1937/38.
Året 1937 fick Bunke åter chansen i landslaget och han var nu ännu en gång med om att föra Sverige till ett VM-slutspel efter mål mot både Finland och Estland i de avslutande matcherna i kvalspelet. Bunke gavs stort förtroende under året och spelade som lagkapten i de fem sista landskamperna han gjorde. Något VM-spel blev det dock inte heller nu då träningsmatchen mot Danmark på Råsunda 3 oktober 1937 blev hans sista landskamp.
År 1976 emigrerade Bunke till Spanien. Här levde han fram till sin död 1988.

## Meriter

### I landslag
Sverige
- Uttagen till VM (1): 1934 (reserv på hemmaplan)
- 11 landskamper, 8 mål

### I klubblag
Hälsingborgs IF
- Svensk mästare (2): 1932/33, 1933/34

### Individuellt
- Mottagare av Stora grabbars märke, 1937

### Webbsidor
- Profil på transfermarkt.com
- Profil på globalsportsarchive.com
- Stora grabbar i svensk fotboll
- Svenska landslagsmän, svenskfotboll.se, läst 2022 01 09